# Tour hertzienne de Stuttgart

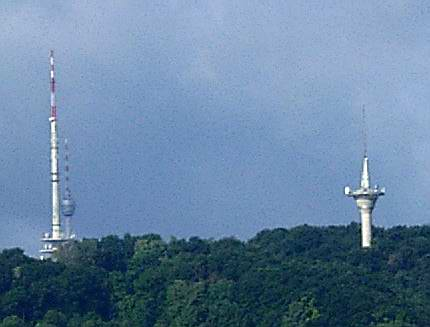
Tour de télécommunication de Stuttgart (à gauche) et Tour hertzienne (à droite)

La Tour Hertzienne de Stuttgart (en allemand, Stuttgarter Funkturm ou Polizeifunkturm ) est une tour de transmission en béton renforcé, construite en 1966 sur le Raichberg de Stuttgart (coordonnées géographiques : 48° 46′ 27″ N, 9° 13′ 23″ E). La tour  radio n'est pas accessible au public. Elle fait 93 mètres de haut et sert aux transmissions de la police et des services anti-incendie.